# Aleksandra Radović
Aleksandra Radović (Bogatić, 10. rujna 1974.) je srpska pop glazbenica. Sudjelovala je na festivalu Sunčane skale gde je osvojila 2. mjesto s pjesmom Kao so u moru 2003.

## Diskografija

### Albumi
- Aleksandra Radović (2003.)
- Domino(2006.)
- Žar ptica (2009.)
- Carstvo (2016.)
- Predvorje života (2020.)

### Kompilacije
- Platinum Collection (2010.)

### Singlovi
- 2003.: "Kao so u moru"
- 2003.: "Još danas"
- 2004.: "Ako nikada"
- 2004.: "Nema te žene"
- 2004.: "Laž"
- 2005.: "Karta za jug"
- 2006.: "Nisi moj"
- 2006.: "Čuvam te"
- 2007.: "Sviraj"
- 2009.: "Nemoj"
- 2011.: "U inat prošlosti"
- 2012.: "Čuvaj moje srce"
- 2014.: "Sa mnom"
- 2014.: "Mali peh"
- 2015.: "S tobom zauvek"
- 2016.: "Moskva,Beskrajno"
- 2016.: "Beskrajno"
- 2017.: "Ljubavi moja"
- 2019.: "Ne volim te,Gde ćeš ovu noć"
- 2019.: "Gde ćeš ovu noć"

## Ostalo
- "In Magazin" kao gošća intervjua (2019.)

## Vanjske poveznice
- Biografija Aleksandre Radović  Arhivirana inačica izvorne stranice od 15. lipnja 2012. (Wayback Machine)
- Službene stranice Aleksandre Radović
- Diskografija Aleksandre Radović